# Никола Селакович
Никола Селакович (серб. Никола Селаковић/Nikola Selaković; нар. 30 квітня 1983, Ужиці) — сербський юрист і політик. Міністр закордонних справ Сербії з 28 жовтня 2020 до 26 жовтня 2022 року. Міністр юстиції та державного управління з 27 квітня 2014 до 11 серпня 2016 року.
Закінчив юридичний факультет Белградського університету. Він залишився в університеті як асистент, також був прийнятий до докторантури.
У 2008 році приєднався до Сербської прогресивної партії, він був членом виконавчого комітету та головою юридичного комітету партії. На виборах у 2012 році Селакович став членом Народних зборів. У тому ж році за рекомендацією СПП став частиною коаліційного уряду Івиці Дачича як міністр юстиції та державного управління. 27 квітня 2014 знову вступив на посаду міністра юстиції в уряді Александара Вучича, обіймав її до серпня 2016 року.
Міністр закордонних справ Сербії з 28 жовтня 2020 до 26 жовтня 2022 року.
Міністр праці, зайнятості, ветеранів та соціальної політики в третьому уряді Ани Брнабич з 26 жовтня 2022 року.